# Joel Brutus
Joel Brutus (12 augustus 1974) is een Haïtiaans judoka. Bij de Pan-Amerikaanse Spelen van 2003 won hij zilver in de zwaargewichtsklasse (+100 kilo).
Hij vertegenwoordigde zijn vaderland bij de Olympische Spelen van 2004 in Athene en van 2008 in Peking. Tijdens deze laatste Spelen droeg hij de Haïtiaanse vlag bij de openingsceremonie.

## Erelijst

### Pan-Amerikaanse Spelen
- 2003 – Santo Domingo, Dominicaanse Republiek (+ 100 kg)
- 2007 – Rio de Janeiro, Brazilië (+ 100 kg)